# Кирхентурнен
Кирхентурнен (нем. Kirchenthurnen) — бывшая коммуна в Швейцарии, в кантоне Берн. С 1 января 2020 года объединена с коммунами Лонсторф и Мюлетурнен в новую коммуну Турнен.
До 2009 года входила в состав округа Зефтиген, с 2010 года — в Берн-Миттельланд. Население составляет 269 человек (на 31 декабря 2006 года). Официальный код — 0873.